# Ривин, Алик
Алик Ривин (также Аля Ривин, собственно Александр Иосифович Ривин, 1914, Минск — 1941, Ленинград?) — русский поэт.

## Биография
О биографии Алика Ривина известно немногое. Он родился в Минске, в начале 1930-х годов учился на романо-германском отделении литературного факультета Ленинградского института философии, литературы и истории (ЛИФЛИ), занимался переводами поэзии с идиша и французского языка. После первого курса обучения в институте был госпитализирован с диагнозом шизофрении. Вёл экстравагантный образ жизни, бродяжничал, жил случайными заработками, читал собственные стихи и псалмы в неожиданных местах, именуя себя Алик дэр мишигенэр (идиш: Алик-сумасшедший), ловил и продавал кошек в лаборатории, попрошайничал.
Ни малейших попыток опубликовать собственные стихи или хотя бы их записать Алик Ривин не предпринимал. Все известные его стихотворения распространялись и сохранились в списках, зачастую в различных текстовых вариантах, и были опубликованы посмертно в журналах «Звезда», «Новый мир», «Современник», литературных сборниках и антологиях, начиная с середины 1970-х годов за рубежом и с 1989 года в России. Стихотворениям А. И. Ривина присущ разговорный стиль, с частыми вкраплениями сленга, слов и фраз на идише, реминисценций из эстрадных шлягеров.
Переводил стихотворения Поля Верлена, Альфреда де Мюссе, Мойше Кульбака, Поля Вайяна-Кутюрье. По некоторым данным, перевод одного стихотворения последнего — единственная прижизненная публикация А. Ривина.
В 1941 году, несмотря на то, что он был инвалидом (потерял все пальцы руки в результате несчастного случая на заводе), пытался попасть на румынский фронт переводчиком. Пропал без вести, предположительно умер в блокадном Ленинграде.
Воспоминания о А. И. Ривине оставили Д. С. Самойлов, Е. Г. Эткинд, Э. М. Шнейдерман, Т. Ю. Хмельницкая. Посмертные публикации были осуществлены Г. В. Сапгиром, Г. А. Левинтоном, Т. Ю. Хмельницкой, В. Е. Шором и другими.